# Wyższe Seminarium Duchowne w Kielcach
Wyższe Seminarium Duchowne w Kielcach – katolicka uczelnia wyższa z siedzibą w Kielcach.
Seminarium zostało erygowane dekretem biskupa krakowskiego Konstantego Felicjana Szaniawskiego z dnia 3 czerwca 1726 roku.
Seminarium od 2009 roku afiliowane jest z Katolickim Uniwersytetem Lubelskim Jana Pawła II mieszczącym się w Lublinie umożliwiając kieleckim klerykom uzyskanie tytułu magistra. Do 2009 roku Wyższe Seminarium Duchowne w Kielcach było związane z Uniwersytetem Papieskim Jana Pawła II w Krakowie.

## Z historii seminarium
- 1724 – 24 kwietnia położono kamień węgielny pod budowę Seminarium Duchownego oraz szkoły, ufundowanych przez biskupa krakowskiego Konstantego Felicjana Szaniawskiego; obie placówki powierzono członkom Instytutu Księży Świeckich Wspólnie Żyjących[2].
- 1726 – 3 czerwca biskup Konstanty Felicjan Szaniawski wydał akt erekcyjny seminarium kieleckiego, zatwierdzony przez papieża Benedykta XIII bullą z 2 czerwca 1728 roku.
- 1727 – Biskup Szaniawski podpisał Ordo alumnorum Seminarii Kielcensis, regulujące porządek dnia oraz zawierające prawa i obowiązki alumnów; 1 września rozpoczęto naukę w szkole, a 9 września zainaugurowano pierwszy rok nauki w Seminarium.
- 1729 – 18 marca biskup Szaniawski wydał akt uzupełniający erekcję seminarium, m.in. zwiększając uposażenie tej placówki; ustanowiono w kolegiacie nowej prelatury, tzw. archidiakonii, którą powierzano rektorowi Seminarium.
- 1809 – 28 grudnia pożar zniszczył budynek szkoły i mieszkanie wiceregensa, a także bibliotekę i zgromadzone w niej archiwum seminarium i część archiwum kapituły kieleckiej.
- 1828 – 19 września administrator diecezji krakowskiej biskup Karol Skórkowski wydał nowe konstytucje regulujące formację duchową i sprawy materialne seminarium kieleckiego.
- 1849 – Odejście księdza Macieja Majerczaka z funkcji regensa seminarium po objęciu 21 maja urzędu biskupa administratora diecezji kielecko-krakowskiej kończy okres rządów i wychowywania alumnów przez księży komunistów.
- 1884 – 17 lipca biskup Tomasz Teofil Kuliński wydał Ustawę Seminarium Duchownego w Kielcach, rozszerzającą, a zarazem dostosowującą dawne konstytucje biskupa Konstantego Felicjana Szaniawskiego do nowych czasów.
- 1893 – 22 marca władze carskie aresztowały profesorów seminarium, osadzając ich w X Pawilonie Cytadeli Warszawskiej; 23 marca wykonano ukaz carski zamykający seminarium kieleckie na okres 4 lat z powodu wychowywania alumnów w duchu krańcowo nieprzychylnym w stosunku do rządu.
- 1894 – W grudniu profesorowie: Piotr Sawicki, Paweł Frelek, Jan Prawda, Franciszek Gruszczyński, Stanisław Senka, Kazimierz Bochnia i Michał Sławeta zostali zesłani na Syberię.
- 1897 – 3 maja, dzięki staraniom biskupa Tomasza Kulińskiego, ponownie otwarto Seminarium Duchowne w Kielcach.
- 1912 – 16 marca rozpoczęto prace przy rozbudowie gmachu seminarium według projektów architekta Juliana Włodzimierskiego; do roku 1914 ukończono nadbudowę starego budynku i nowy alumnat, a od strony ul. Wesołej mury podciągnięto do wysokości okien kaplicy.
- 1915–1916 i 1919–1920 – W nowym skrzydle seminarium mieścił się austriacki szpital wojskowy (1914-1915), a w czasie wojny polsko-sowieckiej szpital Czerwonego Krzyża – filia Okręgowego Szpitala Wojskowego.
- 1919–1925 – Kontynuacja prac przy rozbudowie seminarium – w części budynku od ul. Wesołej usytuowano m.in. kaplicę św. Stanisława Kostki według projektu architekta Wacława Nowakowskiego z Kielc; jej wnętrze ozdobiła polichromia Zdzisława Giedliczki (1937 r.) oraz wykonane przez Zakład Żeleńskiego w Krakowie.
- 1927 – 5–7 lipca w gmachu seminarium obradował I Kielecki Synod Diecezjalny.

## Rektorzy seminarium
| Okres pełnienia funkcji | Okres pełnienia funkcji | Imię i nazwisko              |
| Od                      | Do                      | Imię i nazwisko              |
| ----------------------- | ----------------------- | ---------------------------- |
| 1727                    | 1729                    | ks. Józef Karaś              |
| 1729                    | 1743                    | ks. Michał Gass              |
| 1743                    | 1766                    | ks. Józef Brzozowski         |
| 1766                    | 1794                    | ks. Wawrzyniec Augustowski   |
| 1794                    | 1799                    | ks. Karol Drążewski          |
| 1799                    | 1800                    | ks. Sebastian Grzybowski     |
| 1800                    | 1802                    | ks. Jan Łośmiński            |
| 1802                    | 1814                    | ks. Józef Czekajowicz        |
| 1814                    | 1819                    | ks. Franciszek Wieliczko     |
| 1819                    | 1830                    | ks. Bernard Bzinkowski       |
| 1830                    | 1841                    | ks. Tomasz Świątkowski       |
| 1841                    | 1849                    | ks. Maciej Majerczak         |
| 1849                    | 1851                    | ks. Walenty Kawecki          |
| 1851                    | 1855                    | ks. Aleksander Winczakiewicz |
| 1855                    | 1872                    | ks. Józef Gawroński          |
| 1872                    | 1883                    | ks. Kazimierz Wnorowski      |
| 1883                    | 1893                    | ks. Paweł Sawicki            |
| 1897                    | 1914                    | ks. Aleksander Kluczyński    |
| 1914                    | 1918                    | ks. Ludwik Gawroński         |
| 1918                    | 1936                    | ks. Wacław Niemierowski      |
| 1936                    | 1939                    | ks. Józef Pawłowski          |
| 1939                    | 1945                    | ks. Jan Jaroszewicz          |
| 1945                    | 1958                    | ks. Szczepan Sobalkowski     |
| 1958                    | 1962                    | ks. Ludwik Szafrański        |
| 1962                    | 1979                    | ks. Stanisław Włudyga        |
| 1979                    | 1982                    | ks. Władysław Łydka          |
| 1982                    | 1994                    | ks. Stanisław Czerwik        |
| 1994                    | 1998                    | ks. Marian Florczyk          |
| 1998                    | 2005                    | ks. Kazimierz Gurda          |
| 2005                    | 2006                    | ks. Jerzy Ostrowski          |
| 2006                    | 2012                    | ks. Władysław Sowa           |
| 2012                    | 2013                    | ks. Grzegorz Kaliszewski     |
| 2013                    | 2023                    | ks. Paweł Tambor             |
| 2023                    | –                       | ks. Adam Perz                |